# Устав од 3. маја 1791. (слика)
Устав од 3. маја 1791.  (пољ. Konstytucja 3 Maja 1791 roku) је романтична слика уља на платну из 1891. пољског уметника Јана Матејка. То је велики комад и један од Матејкових најпознатијих дела. Њиме се обележава пољски устав од 3. маја 1791. године, прекретница у историји Пољско-литванске заједнице и врхунац пољског просветитељства.
Као и многа Матејкова дела, слика представља величанствену сцену насељену бројним историјским личностима, укључујући последњег пољског краља, Станислава Августа Поњатовског ; маршали Великог сејма Станислав Малачовски и Казимиерз Нестор Сапиеха; коаутори Устава као што су Хуго Колатај и Игнаци Потоцки; и друге велике савремене личности као што су Тадеуш Кошћушко. Модерни историчари су идентификовали двадесетак појединаца; још десетак за које се у старијим изворима наводи да су присутни, чека коначну идентификацију.
Слика је насликана између јануара и октобра 1891. године у знак сећања на стогодишњицу Устава. Било је то једно од последњих радова Јана Матејка, који је преминуо новембра 1893. године. Слика је била изложена у Лвову (данас Лавов, Украјина) до 1920. године, када је премештена у Краков. Била је скривена током Другог светског рата и касније пресељена у Варшаву, где сада стоји изложена у Краљевском замку.

## Устав од 3. маја 1791. године
Устав од 3. маја 1791. године је тог датума усвојио Сејм (парламент) Пољско-литванске заједнице као „Закон о влади“ ( пољ. Устава рзадова ). Назван је „првим уставом те врсте у Европи“ и другим најстаријим уставом на свету.
Осмишљен је да исправи дуготрајне политичке недостатке Пољско-литванске заједнице. Систем „Златне слободе“ Комонвелта, који је племству давао несразмерна права, све је више корумпирао политику Комонвелта. Устав је настојао да постојећу анархију коју су подстицали неки магнати у земљи замени демократскијом уставном монархијом. Увела је политичку једнакост између буржоазије и племства (шљахта) и ставила сељаке под заштиту власти, ублажавајући најтеже злоупотребе кметства. Устав је укинуо погубне парламентарне институције као што је либерум вето, који је у једном тренутку ставио Сејм на милост и немилост било ком посланику који је могао изабрати, или бити подмићен од стране интереса или стране силе, да поништи законодавство које је тај Сејм усвојио.
Усвајање устава од 3. маја наишло је на непријатељске политичке и војне реакције суседа Комонвелта. У Пољско-руском рату 1792. (који се понекад назива и „Рат за одбрану устава“), Комонвелт је напала царска Русија Катарине Велике у савезу са Трговачком конфедерацијом, коалицијом пољских магната и племства без земље који су се противили реформе које би могле ослабити њихов утицај. Савезник Комонвелта, Пруска, под Фридрихом Вилхелмом II, раскинула је њен савез и Комонвелт је поражен. На крају, Устав од 3. маја остао је на снази нешто више од годину дана. Упркос поразу Комонвелта у Пољско-руском рату и поделама које су уследиле и које су елиминисале Комонвелт, Устав од 3. маја остао је више од 123 године светионик у борби за обнављање пољског суверенитета. По речима двојице његових коаутора, Игнација Потоцког и Хуга Колоштаја, то је била „последња воља и завештање земље која истиче“.

## Историја
Матејко је почео да ради на слици средином јануара 1891. године, што се поклопило са стогодишњицом Устава. Иако је слика била завршена тек у октобру, до 3. маја је била довољно напредна да би била приказана на јубиларној изложби у краковским Sukiennice. Дана 7. априла 1892. године, Матејко је слику пренео принцу Еустахију Станиславу Сангушку, маршалу Галицијског Сејма у Лавову, и била је изложена у згради Сејма (сада главна зграда Лавовског универзитета). Слика је једна од последњих дела Јана Матејка, који је преминуо новембра 1893. године.
Године 1920, две године након што је Пољска поново стекла независност, слика је премештена у Краков, где је од 1923. била изложена у згради пољског Сејма. Слика је сакривена од стране пољског отпора током Другог светског рата, када су Пољску окупирали Немци. После рата слика је пренета у Народни музеј у Варшави и повремено излагана у згради Сејма. Слика се од 1984. налази у колекцији Краљевског замка у Варшави, где је и сам Матејко изјавио да би желео да слика буде приказана. Слика је изложена у предсобљу Дома сенатора, где је усвојен Устав. Слика је рестаурирана 2007.

## Значај и историографија
Слика је једно од најпознатијих Матејкових дела и данас се сматра једним од његових ремек-дела, „образовањем из националне историје“. Међутим, његови савременици су га слабије прихватили, јер су га критике са почетка века критиковале да је „прегуст“ и и да има нејасне композиције; присталице претходних Матејкових радова били су много опрезнији у похвалама ове слике.
Матејкова техника на овој слици била је суптилно, али приметно другачија од осталих његових слика; аутори Вреде ет ал. приписују ово Матејковом истраживању нових техника, али треба приметити да је савремена критика ово одступање од његовог старог стила видела као слабљење умирућег мајстора, и није аплаудирала променама. Напомињу и да је Матејко сликама те величине обично посветио две године; овај је завршен за мање од годину дана, у периоду у којем је Матејко радио на другим пројектима и патио од стреса и депресије. Сам Матејко није био наклоњен 18. веку и пољском просветитељству, уз опаску да би „радије сликао било који други век“. Осећао се, међутим, принуђеним због годишњице Устава да створи уметничко дело којим се обележава тај догађај, који је препознао као историјски значајан.
Матејко је обично ликове на својим сликама поистовећивао са писаном легендом, али је није створио за Устав. Сходно томе, неки ликови на слици нису идентификовани. Делимичну легенду написао је Матејков секретар Маријан Горзковски, а иако садржи списак од 39 ликова, Вреде и др. пишу да његов „хаотичан опис“ није од велике помоћи. Савремену анализу урадили су пољски историчари Јарослав Кравчик и Емануел М. Ростворовски.

### Центар
Слика је усредсређена на маршала Сејма Станислава Малаховског(1), који носи бели костим инспирисан француском. Малаховски у левој руци држи маршалски штап, ау десној тријумфално подиже текст Устава. Иако је историјски документ носио назив Ustawa rządowa  (Уредба Владе), Матејко је одлучио да насловну страну документа, онако како је приказана на његовој слици, учини експлицитнијом — и у исто време ставио назив слике тачно у центар. Носе га посланици Александер Линовски из Кракова (2) (десно) и Игнаци Закрзевски из Познања (3) (с леве стране). Њихов значај је да су Краков и Познањ главни градови два велика региона Пољске: Малпољске и Великопољске. Испод десне руке Малаховског налази се лик са завијеном главом која држи заставу; ово је Тадеуш Кошћушко(4), а његова рана на глави је референца на битку код Мацејовице, која се одиграла током Кошћушковог устанка 1794. године, три године након догађаја приказаног на слици. Лево од Кошћушка је фигура коју су идентификовали Врона ет ал. као кнез Адам Казимир Чарториски, иако то оспоравају други извори.
Друга фигура, десно од Малаховског; он је Казимиерз Нестор Сапиеха(5), маршал Литванске конфедерације и други маршал Сејма. Обучен је у традиционалнију пољску одећу. Између Малаховског и Сапијехе видљива је глава познатог писца Јулијана Урсина Нијемцевича (6). Изгледа да носи Сапиеху. Друга фигура која носи Сапиеху, с његове десне стране, је Мицхал Забиело (7).
У доњем центру слике Матејко приказује сцену која се одиграла у Краљевском дворцу. Јан Сухорзевски (8), посланик из Калиша и противник Устава, пао је на земљу, држећи једном руком свог малог сина; његову другу руку, држећи нож, држи Станислава Кублицког (9), који стоји са његове десне стране. Кублицки је био посланик из Инфлантија, присталица грађанских и сељачких ствари и устава. Уметник овде алудира на неуспешан покушај Сухоржевског да спречи краља да потпише Устав, при чему је претио да ће убити сопственог сина како би га спасио од „ропства Устава”. Шпил карата испао је из џепа Сухоржевског, што се односи на начин на који су га подмитили антиуставни руски амбасадор Ото Магнус фон Штакелберг и хетман Браницки; Суцхорзевски је изненада почео да осваја велике суме новца у играма на срећу, упркос својим лошим коцкарским вештинама. Браницки (10) се може видети како стоји између краља и Сухоржевског, обучен у руску униформу, наговештавајући чин генерала који је добио неколико година касније у руској војсци. У стварности, Сухорзевски је, као и већина оних који су се противили Уставу, одбио да учествује у процесији.
Значајне личности у центру слике, лево од Малаховског, укључују и друге присталице Устава. Свештеник Хуго Коłатај (11) је најистакнутији, који показује презир према Суцхорзевском. Неколико других фигура у близини описано је у изворима, али њихова прецизна локација је нејасна, или су извори у супротности један са другим. Свештеник који држи Библију (12) је вероватно Феликс Турски, иако га неки идентификују као Тимотеуша Горженског. Ликови десно од Колатаја представљају великог литванског маршала Игнација Потоцког (13) и можда Адама Казимира Чарторијског (14) (иако неки извори идентификују Чарторијског негде другде на слици, у близини Кошћушка). Око Коłатаја су вероватно свештеник Сципионе Пиатоли (15) и Тадеусз Матусзевицз или Матусиевицз (16).

### Лево
Степеницама цркве се пење краљ Станислав Август Поњатовски (17). Матејко није баш волео Поњатовског, а приказивао га је у прилично помпезном држању, са пруженом руком за љубљење, и у друштву бројних лепих дама, подржавајући његову репутацију „дамског човека“. Укључивање Поњатовског у процесију је једна од Матејкових уметничких слобода, пошто је он стигао у цркву пре процесије. Жена му предаје ловоров венац (18); извори су је идентификовали као Курландску принцезу Доротеју фон Медем (Доротеа Бирон) или Рожу з Мартинковски, супругу бившег градоначелника Варшаве Јана Декерта. Иза ње (крајње лево у групи од две жене, са само лицем) стоји Елзбиета Грабовска (19), краљева љубавница и мајка његове деце. Пред вратима цркве клања се бивши градоначелник Варшаве Јан Декерт (20). Са њим је и ћерка Маријана (у жутој хаљини, окренута према гледаоцу) која заузима истакнути положај у близини краља (38). Декертово уврштавање у слику је још један пример да се Матејко ослобађа историје, пошто је умро у октобру 1790; био је важна грађанска фигура повезана са Законом о слободним краљевским градовима, који је уграђен у Устав.
Иза краља, држећи руке уз главу, је принц Антони Станислав Цзетвертински-Свиатопелк (21), још један противник Устава, познат по томе што је на руском платном списку. Испод њега је још један противник Устава, Антони Злотницки (22). Анонимни француски ројалиста одевен у црно (23) приказан је како преплашено гледа на сцени, видећи још једну револуцију у настајању. Он подиже руку над царевом главом.
У групи људи окупљених испод краља, као још једно признање важности грађанства, налази се и мештар Јан Килињски (24), један од вођа Кошћушког устанка. Десно од њега, на ивици гомиле, је свештеник Клеменс Марија Хофбауер (25), који је водио сиротиште и школу у Варшави и канонизован је за светаца у католичкој цркви.

### Десно
Десно од Сапиехе су реформатор Станислав Сташић (26) и, са руком око Сташића, Андрзеј Замоиски (27), аутор Кодекса Замојског, ранијег покушаја реформе државе. Лево од Сташића, у маси је видљива глава епископа смоленског Тимотеуша Горженског (28). Испод Сташића и Замојског, са испруженом руком, је Казимиерз Конопка (29), Колатајев секретар и један од пољских јакобинаца; Конопка у шеширу има француски плаво-бело-црвени цвет, а у руци цекан, оружје налик на секири и чекићу. Изнад њих је неименовани православни свештеник (30); фигура са његове десне стране (31) је или Павел Ксавери Брзостовски, пионир пољопривредних реформи, или Јозеф Степковски, мање прогресивна фигура. Ова линија фигура завршава се са Антонијем Тизенхаузом (32), литванским званичником и реформатором. Десно од Замојског је неименовани сељак (33). Његов пасивни став се види као репрезентација незабринутог става пољског сељаштва према реформама.
Десно од њих је краљев сестрић, кнез Јозеф Поњатовски (34), у униформи лаке коњице Варшавског војводства и јаше на сивом коњу. Униформа је још један пример предзнака; Поњатовски је постао главни командант војске Војводства и погинуо је током битке код Лајпцига. У време доношења Устава, био је командант Варшавског гарнизона, а приказан је како пази на поворку, са постројеним војницима који чувају улицу. Са његове десне стране, делимично заклоњен главом коња Поњатовског, налази се Станислав Мокроновски (35), заменик, генерал и будући вођа Кошћушког устанка у Литванији.
У самом доњем десном углу, два пољска Јевреја су на ивици сцене; млађи (36) се обично описује као одушевљен догађајима, посматрајући их са надом, али већина анализа се фокусира на старијег човека (37), чија рука прави гест Sy, git („то је добро“). Тумачење ове фигуре варира; док неки сугеришу да он изрази свој интерес и подршку Уставу, што види као обећање даљих реформи које ће побољшати положај Јевреја — Устав им се није бавио ни на који значајнији начин — други ставио њега, или обојицу Јевреја, међу противнике Устава, описујући их као намрштене и узнемирене, радосно очекујући крај Комонвелта, или барем забринуте за либералне реформе. У прилог потоњем тумачењу говори и чињеница да је Матејко тежио да Јевреје на својим сликама приказује у негативним улогама.

### Листа ликова
Историчари су позитивно идентификовали бројне ликове. Ово је листа ликова приказаних на слици и означених бројевима на повезаној слици водича:
1. Станислав Малачовски (1736–1809), крунски маршал Великог сејма, држи Устав у руци
2. Александер Линовски, посланик Кракова и присталица Устава
3. Игнаци Закржевски (1745–1802), председник града (градоначелник) Варшаве
4. Тадеуш Кошћушко (1746–1817), генерал крунске војске
5. Казимиерз Нестор Сапиеха (1754–1798), литвански генерал артиљерије
6. Јулиан Урсин Ниемцевицз, посланик Инфлантија, присталица устава
7. Михал Забијело, заменик Инфлантија, генерал литванске војске
8. Јан Суцхорзевски († 1809), Војска из Всчова, против Устава
9. Станислав Кублицки (или Јан Кублицки), посланик Инфлантија, активни присталица Устава и права грађана и сељака (извори се разликују у односу на његово име)
10. Францисзек Браницки (око 1730–1819), велики хетман круне, противник Устава
11. Хуго Колатај (1750–1812), подканцелар круне, коаутор Устава
12. Феликс Турски, епископ краковски
13. Игнације Потоцки (1750–1809), велики маршал Литваније, коаутор Устава (локација назначена на слици може бити нетачна)
14. Адам Казимиерз Цзарториски (1734–1832), генерални префект Подолије, присталица устава (локација ове фигуре је спорна у неким изворима)
15. Сципионе Пиатоли, свештеник, секретар краља Поњатовског, присталица устава
16. Тадеуш Матушевич (Матушевич), посланик, присталица Устава
17. Станислав Аугуст Пониатовски (1732–1798), краљ Пољске 1764–1795
18. Доротеја фон Медем (Доротеја Бирон), курландска принцеза (такође идентификована као Рожа з Мартинковски, жена Декерта)
19. Елжбета Грабовска (1748–1810), краљева љубавница
20. Јан Декерт (1738–1790), бивши градски председник (градоначелник) Варшаве
21. Антони Станислав Цзетвертински-Свиатопелк (1748–1794), кастелан из Пшемисла, противник Устава
22. Антони Злотницки, посланик Подолије, противник Устава
23. Неименовани француски ројалиста
24. Јан Килињски (1760–1819), обућар, члан Градског већа Варшаве
25. Клеменс Марија Хофбауер (1751–1820), редемпториста (свештеник)
26. Станислав Стасзиц (1755–1826), научник и политички писац
27. Андрзеј Замоиски (1716–1792), велики канцелар круне
28. Тимотеуш Горженски, епископ смоленски
29. Казимиерз Конопка (1769–1805), секретар Хуга Колатаја
30. Неименовани православни свештеник
31. Павел Ксавери Брзостовски, католички свештеник, пионир пољопривредних реформи
32. Антони Тизенхауз, литвански званичник и реформатор.
33. Неименовани сељак
34. Јозеф Поњатовски (1763–1813), генерал-мајор
35. Станислав Мокроновски, заменик, генерал, вођа устанка Кошћушко у Литванији
36. Неименовани млади Јеврејин
37. Неименовани стари Јеврејин

Историчари су идентификовали још неколико фигура као вероватно присутне на слици, али њихова тачна локација није позната, а такође их нема на слици водича:
1. Маријана Декерт, Декертова ћерка
2. Антони Барнаба Јаблоновски, кастелан из Кракова, присталица устава и грађанске ствари - његову локацију на слици описали су Врона и др. као непознато; вероватно близу Малаховског
3. Станислав Бадени, краљев секретар - као и Јаблонковски, његова тачна локација није позната, вероватно у близини Малаховског
4. Побожни Килињски, краљев секретар, његова тачна локација није сигурна, вероватно у близини Горженског
5. Јоачим Чрептовицз, министар иностраних послова и канцелар
6. Антони Јозеф Ланцкоронски, чиновник благајне и члан Комисије за национално образовање